# Luka Jović
Luka Jović (Servisch: Лука Јовић) (Bijeljina, 23 december 1997) is een Servisch voetballer die doorgaans als aanvaller speelt. Hij verruilde AC Milan in de zomer van 2025 voor AEK Athene. Jović debuteerde in 2018 in het Servisch voetbalelftal.

## Clubcarrière

### Rode Ster Belgrado
Jović werd in 2006 opgenomen in de jeugdopleiding van Rode Ster Belgrado. Op 28 mei 2014 debuteerde hij in de Servische Superliga op de allerlaatste speeldag van het seizoen 2013/14 tegen FK Vojvodina. De Serviër mocht na 73 minuten invallen en scoorde drie minuten later zijn eerste treffer voor Rode Ster. Hij speelde in totaal 48 wedstrijden voor de club en kwam daarin tot dertien doelpunten en vier assists.

### Benfica
Jović verruilde Rode Ster Belgrado in februari 2016 voor Benfica, dat circa 7 miljoen euro voor hem betaalde. Op 20 maart maakte hij tegen Boavista zijn debuut voor Benfica. Een maand later maakte hij tegen Bayern München zijn debuut in de Champions League. Het waren twee van vier wedstrijden die hij in anderhalf jaar speelde voor Benfica.

### Eintracht Frankfurt
Benfica verhuurde Jović in juli 2017 voor twee seizoenen aan Eintracht Frankfurt. Hij maakte op 12 augustus in de DFB-Pokal tegen TuS Erndtebrück zijn debuut voor de club. Op 16 september scoorde hij in zijn Bundesliga-debuut zijn eerste doelpunt tegen FC Augsburg. Hij maakte deel uit van de ploeg die op zaterdag 19 mei 2018 de DFB-Pokal won door in de finale Bayern München met 3–1 te verslaan. Het was de eerste grote prijs voor de club in dertig jaar. In zijn eerste jaar in Duitsland kwam hij tot negen goals.
Net als in zijn eerste seizoen vormde Jović een goed aanvalstrio met Sébastien Haller en Ante Rebić. Jović scoorde op vrijdag 19 oktober vijf keer voor Eintracht Frankfurt in een met 7–1 gewonnen competitiewedstrijd thuis tegen Fortuna Düsseldorf. Daarmee was hij zowel de eerste Eintracht Frankfurt-speler ooit als de jongste speler ooit die vijf keer scoorde in één Bundesliga-wedstrijd. Dat seizoen scoorde hij zeventien competitiegoals en tien goals in veertien Europa League-wedstrijden, waar Eintracht Frankfurt in de halve finale werd uitgeschakeld. De Duitse club nam Jović in april 2019 definitief over van Benfica door circa zeven miljoen euro over te maken.

### Real Madrid
Twee maanden later verkocht Eintracht Frankfurt Jović voor circa 60 miljoen euro aan Real Madrid. Daar maakte hij op 17 augustus tegen Celta de Vigo zijn debuut voor de club, als vervanger van grootste concurrent Karim Benzema. Op 30 oktober scoorde hij tegen CD Leganés zijn eerste doelpunt voor de club. Bij Real Madrid kende hij een moeizame start, waarin hij weinig speelde en scoorde. Na anderhalf jaar in Spanje stond hij op twee goals in 32 wedstrijden.

#### Terug bij Frankfurt
Vanaf januari 2021 leende Real Madrid hem terug uit aan zijn vorige club Eintracht Frankfurt. De ruilvergoeding bedroeg 1 miljoen euro voor een half jaar. Het was een contract zonder aankoopoptie. Hij scoorde vier keer in achttien wedstrijden en kreeg zijn oude vorm niet terug. Vervolgens speelde hij nog één seizoen bij Real Madrid, waarvoor hij nog één keer scoorde.

### Fiorentina
In de zomer van 2022 maakte Jović transfervrij de overstap naar Fiorentina. Hij maakte op 14 augustus tegen Cremonese zijn debuut met een doelpunt in een 3-2 overwinning. Hij verloor dat seizoen twee finales: de Coppa Italia-finale tegen Internazionale op 24 mei 2023 en de Europa League-finale op 7 juni tegen West Ham United. Hij scoorde in alle competities dertien doelpunten, zijn beste seizoen sinds zijn doorbraakseizoen bij Eintracht. 

### AC Milan
Na een jaar in Florence werd Jović voor een half miljoen euro overgenomen door AC Milan, waar hij een contract tekende voor twee seizoenen. Hij debuteerde op 16 september in de Derby della Madonnina tegen stadsgenoot Internazionale. Op 2 december was hij tegen Frosinone goed voor zijn eerste goal en assist voor AC Milan. Hij scoorde negen goals in zijn eerste seizoen, voornamelijk als invaller. In twee seizoenen kwam hij tot elf goals in 47 wedstrijden.

### AEK Athene
In augustus 2025 tekende Jović transfervrij voor twee seizoenen bij AEK Athene, waar hij ging samenspelen met onder meer Anthony Martial en Erik Lamela.

## Clubstatistieken
| Seizoen | Club                  | Competitie       | Competitie | Competitie | Beker | Beker | Internationaal | Internationaal | Totaal | Totaal |
| Seizoen | Club                  | Competitie       | Wed.       | Dlp.       | Wed.  | Dlp.  | Wed.           | Dlp.           | Wed.   | Dlp.   |
| ------- | --------------------- | ---------------- | ---------- | ---------- | ----- | ----- | -------------- | -------------- | ------ | ------ |
| 2013/14 | Rode Ster Belgrado    | Superliga        | 1          | 1          | 0     | 0     | —              | —              | 1      | 1      |
| 2014/15 | Rode Ster Belgrado    | Superliga        | 22         | 6          | 2     | 0     | —              | —              | 24     | 6      |
| 2015/16 | Rode Ster Belgrado    | Superliga        | 19         | 5          | 2     | 1     | 2              | 0              | 23     | 6      |
| 2015/16 | Benfica               | Primeira Liga    | 1          | 0          | 0     | 0     | 1              | 0              | 2      | 0      |
| 2016/17 | Benfica               | Primeira Liga    | 1          | 0          | 1     | 0     | —              | —              | 2      | 0      |
| 2017/18 | → Eintracht Frankfurt | Bundesliga       | 22         | 8          | 5     | 1     | —              | —              | 27     | 9      |
| 2018/19 | → Eintracht Frankfurt | Bundesliga       | 32         | 17         | 1     | 0     | 14             | 10             | 47     | 27     |
| 2019/20 | Real Madrid           | Primera División | 17         | 2          | 5     | 0     | 5              | 0              | 27     | 2      |
| 2020/21 | Real Madrid           | Primera División | 4          | 0          | 0     | 0     | 1              | 0              | 5      | 0      |
| 2020/21 | → Eintracht Frankfurt | Bundesliga       | 18         | 4          | 0     | 0     | —              | —              | 18     | 4      |
| 2021/22 | Real Madrid           | Primera División | 15         | 1          | 1     | 0     | 3              | 0              | 19     | 1      |
| 2022/23 | Fiorentina            | Serie A          | 31         | 6          | 4     | 1     | 15             | 6              | 50     | 13     |
| 2023/24 | AC Milan              | Serie A          | 23         | 6          | 2     | 2     | 5              | 1              | 30     | 9      |
| 2024/25 | AC Milan              | Serie A          | 15         | 2          | 2     | 2     | —              | —              | 17     | 2      |
| 2025/26 | AEK Athene            | Super League     | 0          | 0          | 0     | 0     | 0              | 0              | 0      | 0      |
| Totaal  | Totaal                | Totaal           | 221        | 58         | 25    | 7     | 46             | 16             | 292    | 80     |

Bijgewerkt op 5 augustus 2025.

## Interlandcarrière
Jović kwam uit voor diverse Servische nationale jeugdelftallen. In 2014 debuteerde hij voor Servië –19, waarmee hij deelnam aan het EK onder 19 in Hongarije. Jović maakte eveneens deel uit van de Servische selectie die onder leiding van bondscoach Mladen Krstajić deelnam aan het WK 2018 in Rusland. Daar sneuvelde de ploeg in de poulefase. Jović kwam als invaller in een van de drie WK-duels in actie voor zijn vaderland.

## Erelijst
| Competitie            |         |                  |
| Competitie            | Aantal  | Jaren            |
| Benfica               | Benfica | Benfica          |
| --------------------- | ------- | ---------------- |
| Primeira Liga         | 2x      | 2015/16, 2016/17 |
| Eintracht Frankfurt   |         |                  |
| DFB-Pokal             | 1x      | 2017/18          |
| Real Madrid           |         |                  |
| UEFA Champions League | 1x      | 2021/22          |
| Primera División      | 2x      | 2019/20, 2021/22 |
| Supercopa de España   | 2x      | 2019/20, 2021/22 |
| AC Milan              |         |                  |
| Supercoppa            | 1x      | 2024/25          |

1 Strakosha ·
2 Moukoudi ·
3 Pilios ·
4 Szymański ·
5 Amrabat ·
6 Jønsson ·
7 García ·
8 Gaćinović ·
9 Lamela ·
10 Zuber ·
11 Koïta ·
12 Rota ·
13 Pineda ·
14 Pierrot ·
16 Tsiloulis ·
18 Callens ·
19 Eliasson ·
20 Mantalos ·
21 Vida  ·
22 Fernandes ·
23 Ljubičić ·
24 Mitoglou ·
25 Galanopoulos ·
26 Martial ·
28 Hajsafi ·
29 Odubajo ·
37 Pereyra ·
91 Brignoli ·
99 Theocharis ·
Coach: Almeyda
1 Stojković ·
2 Rukavina ·
3 Tošić ·
4 Milivojević ·
5 Spajić ·
6 Ivanović ·
7 Živković ·
8 Prijović ·
9 Mitrović ·
10 Tadić ·
11 Kolarov  ·
12 Rajković ·
13 Veljković ·
14 Rodić ·
15 Milenković ·
16 Grujić ·
17 Kostić ·
18 Radonjić ·
19 Jović ·
20 Milinković-Savić ·
21 Matić ·
22 Ljajić ·
23 Dmitrović ·
Coach: Krstajić
1 Dmitrović ·
2 Pavlović ·
3 Eraković ·
4 Milenković ·
5 Veljković ·
6 Maksimović ·
7 Radonjić ·
8 Gudelj ·
9 Mitrović ·
10 Tadić  ·
11 Jović ·
12 Rajković ·
13 Mitrović ·
14 Živković ·
15 Babić ·
16 Lukić ·
17 Kostić ·
18 Vlahović ·
19 Račić ·
20 S. Milinković-Savić ·
21 Đuričić ·
22 Lazović ·
23 V. Milinković-Savić ·
24 Ilić ·
25 Mladenović ·
26 Grujić ·
Coach: Stojković
1 Rajković ·
2 Pavlović ·
3 Stojić ·
4 Milenković ·
5 Maksimović ·
6 Gudelj ·
7 Vlahović ·
8 Jović ·
9 Mitrović ·
10 Tadić  ·
11 Kostić ·
12 Petrović ·
13 Veljković ·
14 Živković ·
15 Babić ·
16 Mijailović ·
17 Ilić ·
18 Ratkov ·
19 Samardžić ·
20 S. Milinković-Savić ·
21 Gaćinović ·
22 Lukić ·
23 V. Milinković-Savić ·
24 Spajić ·
25 Mladenović ·
26 Birmančević ·
Coach: Stojković